# ريان تايلور (سياسي)
ريان تايلور (بالإنجليزية: Ryan Taylor)‏ هو سياسي أمريكي، ولد في 22 يوليو 1970 بتاونر في الولايات المتحدة. حزبياً، نشط في الحزب الديمقراطي. وقد انتخب عضو مجلس ولاية داكوتا الشمالية.